# Fight or Flight (álbum de Hoobastank)
Fight or Flight es el quinto álbum del grupo estadounidense de rock alternativo Hoobastank. Fue lanzado el 11 de septiembre de 2012 por Open E Entertainment, perteneciente a EMI, tras ser aplazado dos veces su lanzamiento, el 31 de julio y el 28 de agosto de 2012. Al igual que su álbum anterior, el disco trata sobre relaciones y temas de amor y sigue un sonido mucho más convencional.

## Antecedentes
Producido por Gavin Brown, el álbum presenta once nuevas pistas de estudio, incluido el primer sencillo, «This Is Gonna Hurt». El 3 de mayo de 2012, la banda reveló el primer sencillo en su sitio web oficial. El lanzamiento de Fight or Flight marcó la nueva independencia de la banda y la oportunidad de avanzar en sus propios términos. «Llevamos mucho tiempo en este viaje», señaló el cantante Doug Robb. «Es como borrón y cuenta nueva, pero no en el mal sentido, todo lo contrario. Ya no estamos tratando de satisfacer a los demás, ni siquiera en un nivel subconsciente; estamos cómodos en nuestra propia piel». El 11 de julio de 2012 se reveló una portada provisional en la página de Facebook de Hoobastank, pero el 19 de julio fue cambiada por una portada definitiva.

## Lista de canciones
| CD    |                           |                                                       |          |  |
| N.º   | Título                    | Letras                                                | Duración |  |
| 1.    | «This Is Gonna Hurt»      | Doug Robb, Daniel Estrin, Chris Hesse, Jesse Charland | 3:50     |  |
| 2.    | «You Before Me»           | Doug Robb, Daniel Estrin, Chris Hesse, Jesse Charland | 4:24     |  |
| 3.    | «The Fallen»              | Doug Robb, Daniel Estrin, Chris Hesse, Jesse Charland | 3:16     |  |
| 4.    | «Can You Save Me?»        | Doug Robb, Daniel Estrin, Chris Hesse, Jesse Charland | 3:55     |  |
| 5.    | «No Destination»          | Doug Robb, Daniel Estrin, Chris Hesse, Jesse Charland | 3:43     |  |
| 6.    | «Slow Down»               | Doug Robb, Daniel Estrin, Chris Hesse, Jesse Charland | 4:40     |  |
| 7.    | «No Win Situation»        | Doug Robb, Daniel Estrin, Chris Hesse, Jesse Charland | 3:46     |  |
| 8.    | «Sing What You Can't Say» | Doug Robb, Daniel Estrin, Chris Hesse, Jesse Charland | 3:23     |  |
| 9.    | «Magnolia»                | Doug Robb, Daniel Estrin, Chris Hesse, Jesse Charland | 4:09     |  |
| 10.   | «Incomplete»              | Doug Robb, Daniel Estrin, Chris Hesse, Jesse Charland | 3:12     |  |
| 11.   | «A Thousand Words»        | Doug Robb, Daniel Estrin, Chris Hesse, Jesse Charland | 4:01     |  |
| 42:20 |                           |                                                       |          |  |

| Bonus track edición japonesa |                |                                                       |          |  |
| N.º                          | Título         | Letras                                                | Duración |  |
| 12.                          | «The Pressure» | Doug Robb, Daniel Estrin, Chris Hesse, Jesse Charland | 4:05     |  |

## Créditos
Hoobastank
- Doug Robb - voz principal, guitarra rítmica
- Daniel Estrin - guitarra principal, ukelele
- Chris Hesse - batería, percusión
- Jesse Charland - bajo, coros, teclados

Producción
- Steve Wood, Paul Geary - mánager
- Gavin Brown - productor
- Paul David Hager - mezclas

## Posicionamiento en listas
| Lista (2012)                                                  | Mejor posición |
| ------------------------------------------------------------- | -------------- |
| Estados Unidos (Billboard 200)                                | 66             |
| Estados Unidos (Billboard Top Independent Albums)             | 17             |
| Estados Unidos (Billboard Top Modern Rock/Alternative Albums) | 16             |
| Estados Unidos (Billboard Top Rock Albums)                    | 27             |
| Japón (Oricon Album Chart)                                    | 18             |

## Historial de lanzamiento
| País   | Fecha                    | Formato | Sello                     |
| ------ | ------------------------ | ------- | ------------------------- |
| Varios | 11 de septiembre de 2012 | CD      | Open E Entertainment, EMI |